# 이레셔널 맨
《이레셔널 맨》(Irrational Man)은 2015년 공개된 미국의 미스터리 영화이다. 우디 앨런이 감독과 각본을 맡았다.

## 줄거리
철학 교수 에이브 루카스는 로드아일랜드주의 브레이린 대학 교수진에 합류한다. 그는 실존적 위기를 겪고 있으며, 우울해하고, 삶의 의미를 찾지 못하며, 과도하게 술을 마신다. 그럼에도 불구하고 그는 두 여인의 눈길을 끈다. 바로 화학 교수 리타 리처즈와 그의 학생 중 한 명인 질 폴라드이다.
질은 로이와 진지한 관계를 맺고 부모님과 함께 살고 있다. 리타는 남편과 함께 살지만 결혼 생활에 불만족하고 있다. 에이브는 리타와 잠자리를 같이하기로 하지만 질과는 엄격히 플라토닉한 관계를 유지하려고 노력한다. 리타와의 첫 성관계에서 발기에 실패하자 그의 우울증은 더욱 분명해진다.
식당에서 점심을 먹던 중 에이브와 질은 옆 부스에서 대화를 엿듣게 된다. 한 여인이 비윤리적인 가정법원 판사 때문에 양육권 분쟁에서 아이들을 잃게 될 것이라고 말한다. 그는 불의에 괴로워하고 판사를 살해함으로써 그 여인을 비밀리에 돕기로 결심한다. 에이브는 판사를 알지 못하기 때문에 잡힐 가능성이 낮다고 생각한다.
새로운 삶의 목적을 찾은 에이브는 우울증에서 벗어난다. 그는 더 행복해지고 리타와 성관계를 가질 수 있게 된다. 그는 판사의 습관을 알아내기 위해 한동안 그를 미행한다. 판사는 매주 조깅 후에 항상 주스를 사고 벤치에 앉아 몸을 식힌다. 에이브는 그를 죽이는 가장 좋은 방법은 독살하는 것이라고 결정한다. 그는 리타에게서 대학 화학 실험실 열쇠를 훔쳐 사이안화물을 구한다. 그는 판사가 들르는 같은 곳에서 주스를 사고, 주스 컵에 독약을 넣고, 같은 벤치에 앉은 다음, 판사가 한눈을 파는 사이에 주스를 바꿔치기한다.
판사는 청산 중독으로 사망한다. 에이브는 자신이 사악한 사람을 세상에서 제거함으로써 마침내 가치 있는 일을 했다고 스스로에게 말하며 다시 태어난 기분을 느낀다. 그와 질의 우정은 로맨스로 발전한다. 로이는 그들의 관계를 알고 질과 헤어진다.
에이브의 철저한 계획에도 불구하고, 친하게 지내던 질과 리타는 사라진 열쇠와 에이브가 화학 실험실에 있었다는 등의 단서를 조합한 후 에이브가 살인에 연루되었다고 의심하기 시작한다. 리타는 에이브가 유죄이더라도 남편과 헤어져 에이브와 함께 살고 싶다고 결정한다.
질은 창문을 통해 에이브의 집에 침입하여 incriminating notes를 발견한다. 그녀가 그를 추궁하자 에이브는 자신의 유죄를 인정한다. 그녀는 그들의 로맨스를 끝내기로 결정한다. 질은 무고한 사람이 범죄로 기소되자 에이브에게 경찰에 자수하라고 압력을 가하고, 그렇지 않으면 그를 신고할 것이라고 경고한다.
최근 삶의 소중함을 깨닫기 시작한 에이브는 질을 엘리베이터 통로로 밀어 죽이려 하지만, 발을 헛디뎌 통로로 떨어져 사망한다. 얼마 후, 로이와 화해한 질은 바다를 바라보며 에이브와의 경험을 회상한다.

## 출연
- 호아킨 피닉스 : 에이브 루카스 역
- 에마 스톤 : 질 역
- 파커 포지 : 리타 역
- 제이미 블래클리 : 로이 역
- 메레디스 하그너 : 샌디 역
- 에단 필립스 : 질의 아버지 역
- 벤 로젠필드 : 대니 역
- 줄리 앤 도슨 : 학생 역
- 데이빗 애론 베이커 : 캐롤의 친구 역
- 수잔 포파 : 캐롤 역
- J. P. 발렌티 : 레스토랑 서버 역
- 낸시 앨런 쇼어 : 학부 회원 역
- 데이빗 핏터 : 학부 회의 교수 역
- 게리 윌미스 : 캐롤의 친구 역
- 타마라 히키 : 학생 식당의 교수 역
- 데이빗 보스턴 : 공원의 통행인 역
- 앨리 마셜 : 파티의 붉은 셔츠 소녀 역